# Look What You've Done (Zara Larsson)
Look What You've Done è un singolo della cantante svedese Zara Larsson, pubblicato il 27 marzo 2021 come quinto estratto dal terzo album in studio Poster Girl.

## Descrizione
Ottava traccia del disco, Look What You've Done, che è stato descritto come un banger disco influenzato dagli ABBA da NME, è stato scritto dalla medesima artista con Kamille Purcell e Steve Mac, ed è stato prodotto da quest'ultimo.

## Promozione
Larsson ha eseguito Look What You've Done per la prima volta in televisione all'Ellen DeGeneres Show il 5 marzo 2021. Ha poi presentato il brano alla cerimonia annuale dei P3 Guld organizzati dalla Sveriges Radio.

## Formazione
- Zara Larsson – voce
- Steve Mac – tastiera, produzione
- John Parricelli – chitarra
- Chris Laws – batteria, ingegneria del suono
- Al Shux – produzione aggiuntiva
- Oliver Frid – produzione vocale
- Dann Pursey – ingegneria del suono
- Mark "Spike" Stent – missaggio
- Michelle Mancini – mastering

## Classifiche

### Classifiche settimanali
| Classifica (2021) | Posizione massima |
| ----------------- | ----------------- |
| Svezia            | 24                |

### Classifiche di fine anno
| Classifica (2021) | Posizione |
| ----------------- | --------- |
| Svezia            | 97        |